# Drassodes orientalis
Drassodes orientalis är en spindelart som först beskrevs av Ludwig Carl Christian Koch 1866.  Drassodes orientalis ingår i släktet Drassodes och familjen plattbuksspindlar. Inga underarter finns listade i Catalogue of Life.